# Hitovi (Prljavo kazalište)
Hitovi su službena kompilacija hrvatskog rock sastava Prljavo kazalište, koju je za srbijansko tržište 1998. godine objavio beogradski izdavač Hi-Fi Centar. Kompilacija sadrži izbor pjesama s prvih sedam studijskih albuma sastava (od albuma Prljavo kazalište iz 1979. do albuma Devedeseta iz 1990.).

## Popis pjesama
1. "Crno bijeli svijet"
2. "Mi plešemo"
3. "Sve gradske bitange"
4. "Široke ulice"
5. "Sve je lako kad si mlad"
6. "Moderna djevojka"
7. "Ne zovi mama doktora"
8. "Zlatne godine"
9. "Sladoled"
10. "Ja sam mladić u najboljim godinama"
11. "Sretno dijete"
12. "Na posljednjoj tramvajskoj stanici"
13. "Marina"
14. "Zaustavite Zemlju"
15. "Pod sretnom zvijezdom mi smo rođeni"
16. "Subotom uveče"
17. "17 ti je godina tek"
18. "Dobar vjetar u leđa"
19. "Korak od sna"
20. "Pisma ljubavna"
21. "Strah od letenja"

Ova kompilacija je prvo legalno diskografsko izdanje Prljavog kazališta koje je objavljeno u Srbiji u razdoblju nakon Domovinskog rata i uz kompilaciju Balade, koju je iste godine objavio isti izdavač, pruža solidan izbor pjesama iz predratne diskografije sastava.